# Хамфри Рептон
Хамфри Рептон (енгл. Humphry Repton; 1752—1818) био је eнглески пејзажни архитекта, последњи од велике тројке уметника Енглеског пејзажног парка XVIII века коју поред њега чине и Вилијам Кент и Ланселот Браун.

## Детињство и младост
Рептон потиче из породице порезника и био је припреман да постане трговац. Са 12 година послали су га у Холандију да учи језик и да се припрема за каријеру трговца али се он, током свог боравка у богатој холандској породици, заинтересовао за отмене активности - баштованство и сликање. Вративши се у Британију учи за текстилног трговца, а 1773. се жени и почиње сопствени бизнис. У њему није био успешан, па после смрти родитеља  1778. користи скромно наслеђе да се пресели на мало имање у Норфолку. Рептон ради као новинар, драматург, уметник, политички заступник и као поверљиви секретар Вилијама Виндхама припадника старе и богате норфолшке породице, на кратко се придружује Џону Палмеру у покушају да реформише систем поштанских кочија, и док се Палмер богати, Рептон губи новац. 

## Уређивање вртова
Пошто се његов капитал осипа, Рептон се сели у скромну кућицу у Есексу. У својој  36. години, 1788.  стара  се о четворо деце без сигурног прихода. Тада му се рађа идеја да комбинује своју вештину скицирања са ограниченим искуством уређивања предела и да постане „пејзажни баштован“ (назив који је сам себи дао). Од смрти Брауна, 1783. године, нико није доминирао енглеским вртним дизајном. Рептон је био амбициозан да попуни ту празнину па се писмено препоручивао вишој класи нудећи своје услуге. У почетку је био  страствени бранилац Браунових ставова, и противник ставова Најта и Уведејла, али је касније заузео умеренији став. Његов први плаћени рад био је Catton парк 1788.
То што је Рептон, без правог искуства у практичној хортикултури, постигао преко ноћи успех, заслуга је његовог неспорног талента, али и јединственог начина представљања. Да би помогао клијентима да добију представу о будућем изгледу простора који се уређује, Рептон прави „Црвене књиге“ (назване тако због боје корица) са текстуалним објашњењима и акварелима са системом преклапања делова како би се показао изглед „пре“ и „после“. То је битна разлика од Брауна који је радио скоро искључиво на плановима основама и ретко илустровао или писао о свом раду.
Да би се разумело шта је било јединствено код Рептона корисно је да се детаљније наведу разлике Брауновог и његовог стила. Браун је радио за многе од најбогатијих аристократа у Британији, стварајући огромне пејзажне паркове жртвујући старе формалне вртове и пољопривредно земљиште. Рептон је радио за подједнако важне клијенте, али тако што је обично фино кориговао ранија дела, често самог Брауна. Где је Рептон добијао прилику да почне из почетка, од нуле, генерално је био врло скроман. На мањим поседима, које Браун окружује непрекидним појасем зеленила по ободу, Рептон просеца видике „позајмљујући“ елементе као што су црквени торњеви, што их чини делом пројектованог пејзажа; поставља камене ознаке са угравираним текстовима поред пута које појачавају утиске о величини и значају уређеног простора, због чега је од неких био исмеван и називан „гроф Путоказ, благородни, баштован живописног пејзажа“. Браун је био велики предузимач, који није само пројектовао, него је уговорао и реализацију свог дела. Насупрот томе, Рептон је деловао као консултант, допуњујући своје Црвене књиге и понекад исколчавајући терен, али остављајући свом клијенту да организује праву реализацију. Тако су многи од око 400 Рептонових пројеката били нереализовани или само почети, као последица тога Браун је постао веома богат, а Рептонов приход никада није био више од пристојног.
У почетку своје каријере, Рептон је бранио Браунову репутацију током „полемике о сликовитом“. Године 1794. Ричард Пејн Најт и Уведајл Прајс истовремено објављују злонамерне нападе на „оскудни геније голог и ћелавог“ (meagre genius of the bare and bald), критикујући углађене, криве линије у Брауновим пројектима као бљутаве и неприродне залажући се за робуснији и сложенији дизајн, по принципима живописних пејзажа на уметничким платнима. Рептонова одбрана Брауна делимично почива на непрактичности многих идеја при подражавању пејзажа са слика, али као професионалац, Рептон је морао да прави практичне и допадљиве пројекте за своје клијенте.
Парадоксално је то да је Рептон узимао све више од живописних идеја, како је његова каријера напредовала. Оно што су критичари највише замерали Брауновом стилу био је недостатак формалног врта за кућу, односно простирање великог травњака до улазних врата. Рептон поново уводи формалне терасе, балустраде, ограде од укрштених летвица и цветне баште око куће што ће постати уобичајена пракса у деветнаестом веку. Ово је очигледно у замку Блез (Blaise Castle) који је довршен 1798. године а пројекат се сматра једним од најпознатијих живописних предела у Британији. У опатији Вобурн (Woburn Abbey), Рептон наговештава још један садржај који ће се развити током деветнаестог века, а то су тематски вртови, укључујући кинески, амерички, арборетум и башту за форсирање биљака. Решењем опатије Стонли (Stoneleigh Abbey) 1808, Рептон наговештава и опстанак травњака померајући га бочно. Успех пројекта вртова опатије Вобурн дало му је могућност дизајнирања централног врта Расел сквера (Russell Square) у Лондону који је данас на листи Британског наслеђа II реда.
Зграде играју важну улогу у многим Рептоновим пејзажима. Године 1790. је често радио са релативно непознатим архитектом Џоном Нешом, чија лепршава композиција је одговарала Рептоновом стилу. Ова сарадња се прекинула око 1800. због Нешовог неповерења у рад старијег Рептоновог сина архитекте Џона. Истовремено млађи Рептонов син Џорџ по раскиду остао је уз Неша. Рептона је посебно заболело када су Неш и Џорџ обезбедили престижни рад на премоделирању Краљевског Павиљона у Брајтону, за који је сам Рептон имао иновативне предлоге у индијском стилу.
У 1811. Рептон је преживео озбиљну несрећу у превозу која га је везала за колица. Умро је 1818. године, и сахрањен је у црквеној порти Ејлсама (Aylsham) градића у коме је купио имање после смрти родитеља.

## Рептонове публикације
Рептон је написао три значајне књиге из области вртног дизајна: 
- Sketches and Hints on Landscape Gardening (1795),
- Observations on the Theory and Practice of Landscape Gardening (1803) и
- Fragments on the Theory and Practice of Landscape Gardening (1816),

користећи материјал и технике из црвених књига. Објавио је и неколико мање значајних радова. 

## Списак Рептонових паркова
| - Antony House - Ashridge Gardens - Ashton Court - Attingham Park - Bayham Abbey - Blaise Castle - Bolwick Hall - Broke Hall - Burley-on-the-Hill - Cassiobury Park - Catton Park, Old Catton, Norwich - Clumber Park - Cobham Hall - Corsham Court - Courteenhall | - Crewe Hall - Culford Hall, now Culford School - Dagnam Park,Essex - Dyrham Park - Endsleigh House - Gosfield Place - Grovelands Park - Gunton Park - Hanslope Park - Harewood House - Hatchlands Park - Highams Park, Woodford - Hylands House, Chelmsford - Kenwood House | - Kensington Gardens, измене - Leigh Court - Longleat House - Plas Newydd - Pentillie - Rode Hall - Royal Pavilion at Brighton - Royal Fort, Bristol - Rudding Park, Harrogate - Russell Square, Bloomsbury - Sarsden - Shardeloes - Sheringham Park - Stanage Park | - Stanmer Park - Stoke Park, Buckinghamshire - Stoneleigh Abbey - Stubbers, North Ockendon - Sufton Court, Herefordshire - Sundridge Park - Tatton Park - Trent Park - Uppark - Wanstead Park - Waresley Park - Warren House, Loughton - West Wycombe Park - Wingerworth Hall - Woburn Abbey |